# داني كوبلاند
داني كوبلاند (بالإنجليزية: Danny Copeland)‏ هو لاعب كرة قدم أمريكية أمريكي، ولد في 24 يناير 1966 في كاميلا في الولايات المتحدة.

## وصلات خارجية
- داني كوبلاند على موقع مرجع كرة القدم المحترفة.كوم (الإنجليزية)